# Leucosarcia melanoleuca
Leucosarcia melanoleuca là một loài chim trong họ Columbidae.